# Parti de la solidarité civique
 (août 2020).
Si vous disposez d'ouvrages ou d'articles de référence ou si vous connaissez des sites web de qualité traitant du thème abordé ici, merci de compléter l'article en donnant les références utiles à sa vérifiabilité et en les liant à la section « Notes et références ».
Le Parti de la solidarité civique (en azéri : Vətəndaş Həmrəyliyi Partiyası, également indiqué par ses initiales VHP) est un parti politique de la République d'Azerbaïdjan. Il a été fondé par le poète Sabir Rustamkhanli en 1992.